# Weltmeisterschaften im Modernen Fünfkampf 1987
Die Weltmeisterschaften im Modernen Fünfkampf 1987 fanden bei den Herren in Moulins, Frankreich, und bei den Damen in Bensheim, Deutschland, statt.

## Herren

### Einzel
| Platz | Land             | Sportler      |
| ----- | ---------------- | ------------- |
| 1     | Frankreich       | Joël Bouzou   |
| 2     | Tschechoslowakei | Milan Kadlec  |
| 3     | Ungarn           | László Fábián |

### Mannschaft
| Platz | Land                   | Sportler                                        |
| ----- | ---------------------- | ----------------------------------------------- |
| 1     | Ungarn                 | László Fábián Attila Mizsér János Martinek      |
| 2     | Sowjetunion            | Anatoli Awdejew Igor Schwarz Alexander Makejew  |
| 3     | Vereinigtes Königreich | Richard Phelps Graham Brookhouse Dominic Mahony |

## Damen

### Einzel
| Platz | Land           | Sportlerin       |
| ----- | -------------- | ---------------- |
| 1     | Sowjetunion    | Irina Kisselewa  |
| 2     | Polen          | Barbara Kotowska |
| 3     | BR Deutschland | Sabine Krapf     |

### Mannschaft
| Platz | Land           | Sportlerinnen                                      |
| ----- | -------------- | -------------------------------------------------- |
| 1     | Sowjetunion    | Irina Kisselewa Schanna Gorlenko Inna Schuchawzowa |
| 2     | BR Deutschland | Sabine Krapf Tanja Meyer Kathrin Kröning           |
| 3     | Polen          | Barbara Kotowska Iwona Dąbrowska Dorota Idzi       |

## Medaillenspiegel
| Platz | Land                   | Goldmedaille | Silbermedaille | Bronzemedaille |
| 1     | Sowjetunion            | 2            | 1              | –              |
| 2     | Ungarn                 | 1            | –              | 1              |
| 3     | Frankreich             | 1            | –              | –              |
| 4     | Polen                  | –            | 1              | 1              |
| 4     | BR Deutschland         | –            | 1              | 1              |
| 6     | Tschechoslowakei       | –            | 1              | –              |
| 7     | Vereinigtes Königreich | –            | –              | 1              |